# Forever Will Be Gone
Forever Will Be Gone – trzeci album gothic metalowej grupy Mortal Love. Kończy trylogię rozpoczętą przez album All the Beauty....

## Lista utworów
1. I Make the Mistake (4:21)
2. Of Keeping The Fire Down (7:21)
3. While Everything Dies (4:03)
4. My Shadow Self (3:36)
5. In the End Decides (3:48)
6. To Choke You Now (2:56)
7. So I Betray the Mission (4:03)
8. Still It Has Only Just Begun (3:29)
9. As We Can Not Be One (4:50)
10. Forever Will Be Gone (1:31)